# Savaşan, Halfeti
Savaşan là một xã thuộc huyện Halfeti, tỉnh Şanlıurfa, Thổ Nhĩ Kỳ. Dân số thời điểm năm 2011 là 135 người.